# Tro Bro Leon 2008
La 25e édition du Tro Bro Leon a eu le 20 avril 2008. Cette course cycliste bretonne fait partie du calendrier UCI Europe Tour 2008 en catégorie 1.1. Elle est la septième épreuve de la Coupe de France 2008.

## Classement final
|    | Coureur            | Équipe             |    | Temps           |
| -- | ------------------ | ------------------ | -- | --------------- |
| 1  | Frédéric Guesdon   | Française des Jeux | en | 4 h 37 min 18 s |
| 2  | Maxim Gourov       | A-Style Somn       | +  | 1 s             |
| 3  | Julien Belgy       | Bouygues Télécom   | +  | 45 s            |
| 4  | Lilian Jégou       | Française des Jeux | +  | 48 s            |
| 5  | Gabriel Rasch      | Crédit agricole    |    | m.t.            |
| 6  | Jean-Luc Delpech   | Bretagne-Armor Lux |    | m.t.            |
| 7  | Cédric Coutouly    | Agritubel          |    | m.t.            |
| 8  | Florent Brard      | Cofidis            |    | m.t.            |
| 9  | Benoît Sinner      | Agritubel          | +  | 57 s            |
| 10 | Yauheni Hutarovich | Française des Jeux | +  | 1 min 30 s      |